# Carl Philipp von Wrede

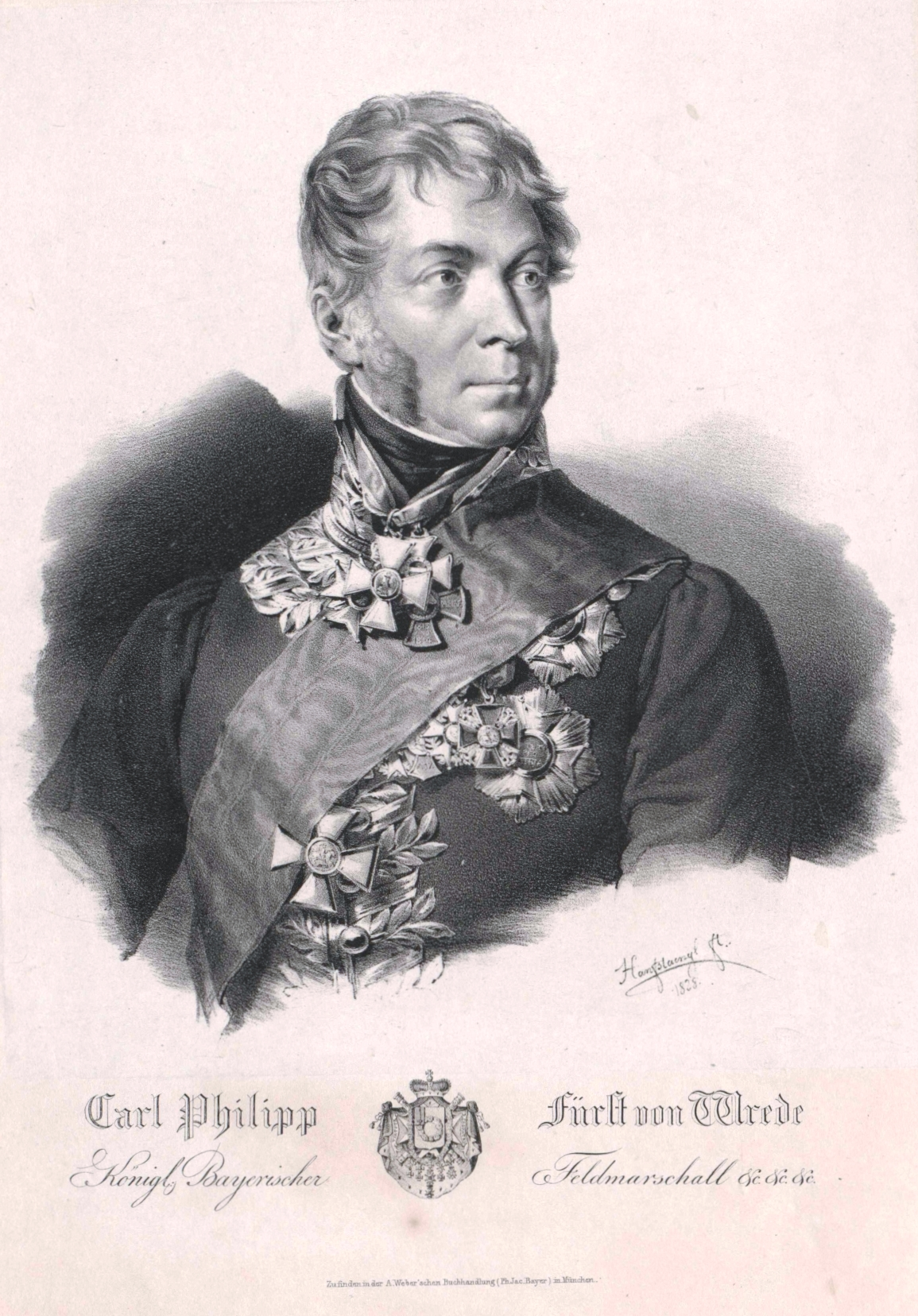
Carl Philipp von Wrede, Lithographie von Franz Hanfstaengl, 1828. Wredes Unterschrift:

Carl Philipp Wrede, seit 1814 Fürst von Wrede, (* 29. April 1767 in Heidelberg, Kurfürstentum Pfalz; † 12. Dezember 1838 in Ellingen, Königreich Bayern) war ein bayerischer Generalfeldmarschall, Politiker und Diplomat. Er unterzeichnete den Vertrag von Ried vom 8. Oktober 1813, durch den Bayern auf die Seite der Alliierten wechselte und in die Befreiungskriege eintrat.

## Leben

### Herkunft, Familie und erste Berufsjahre
Carl Philipp Wrede (manchmal auch in der Schreibweise Karl Philipp Wrede) wurde als der Sohn von Ferdinand Joseph Wreden und dessen Gattin Katharina geb. Freiin von Jünger geboren. Er war das jüngste von dreizehn Kindern. Sein Vater war kurpfälzischer Regierungsrat und Landschreiber des Oberamtes Heidelberg; er wurde 1790 während des Reichsvikariats von seinem Dienstherrn, Kurfürst Karl Theodor, in den erblichen Adels- und Reichsfreiherrnstand erhoben, damals wurde der Familienname in „Wrede“ verkürzt. Nach Abschluss seines Studiums trat Carl Philipp Wrede(n) 1787 die Stelle eines Hofgerichtsrates und Assessors beim Oberamt Heidelberg an. Bereits 1785 trat er als Forstmeister in Lindenfels in Erscheinung.
Wie die angebliche Abstammung von dem westfälischen Adelsgeschlecht Wrede, wurde der geburtsmäßige Freiintitel der Mutter offenbar als „Aufhübschung“ der Ahnentafel beigelegt: sie war eine verwitwete Pfeffer und die Tochter des Gastwirts »Zum Löwen« und Ratsherrn zu Bruchsal Johann Andreas Jünger und seiner Frau Maria Magdalena geb. Gall. Sie wurde am 26. Januar 1729 in Bruchsal geboren, heiratete am 21. März 1746 Ferdinand Joseph Wreden und starb am 28. März 1804 in Heidelberg.
Carl Philipps Großvater Franz Joseph Wreden (* 1695) war 1737 kurpfälzischer Hofgerichtsrat, Landschreiber des Oberamts Heidelberg und Amtsverweser zu Dilsberg, verheiratet mit Anna Maria geb. Wideck. 1753 war er Geheimer Rat und Amtsverweser in Groß-Umstadt. Er starb als Landschreiber von Groß-Umstadt. Seine Witwe und seine Kinder, nämlich Carl Philipps Vater Ferdinand Joseph Wreden, kurpfälzischer Regierungsrat und Landschreiber des Oberamts Heidelberg, Georg Christoph Wreden, Auditeur des General Freiherr von der Ostenschen Infanterieregiments, Maria Luisa Englert geb. Wreden und Franz Wreden, Leutnant und Auditeur im Anhalt-Zerbstischen Kürrassierregiment, verkauften die vom Großvater besessenen Häuser 1759. Carl Philipps Großvater Franz Joseph Wreden wurde am 1. April 1695 in Wiedelah im Harz geboren und starb am 30. Juli 1754 in Heubach/Hessen. Er heiratete am 16. März 1720 in Mannheim Anna Maria Josepha geb. Wideck († 23. Februar 1763 in Heidelberg). Sie war eine Tochter des Ratsherrn Franz Wideck von Sagan/Schlesien und seiner Ehefrau Euphrosine. Der Vater von Carl Philipps Großvater Heinrich Wrede war Stift Hildesheimischer Amtmann zu Wiedelah im Harz (1642–1720) und heiratete etwa 1687 Christina Hillebrand.

### Militärische Karriere

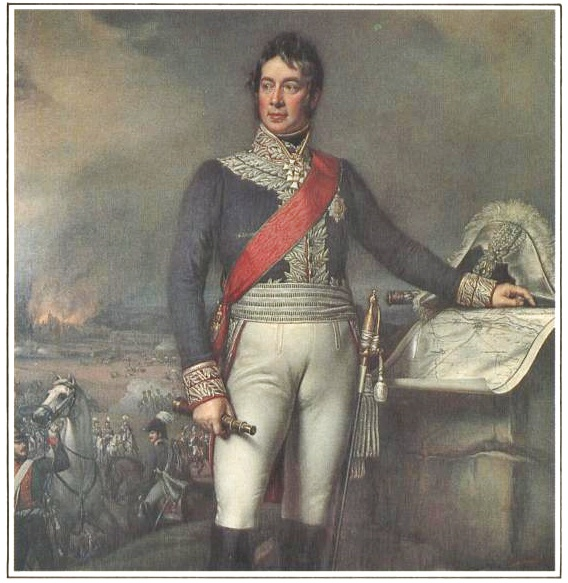
Porträt des Feldmarschalls, von Joseph Karl Stieler (1781–1858)

#### Erster Koalitionskrieg (1792–1797)
Im Sommer 1792 erfolgte die Ernennung Wredes zum pfälzischen Landkommissär bei dem Truppencorps des österreichischen Feldzeugmeisters Fürst Hohenlohe, der in der Umgebung von Schwetzingen seine Truppen sammelte. Nach Ernennung zum Oberlandeskommissär war er für die am Rhein stehende österreichische Armee unter Dagobert Sigmund von Wurmser zuständig und begleitete in dieser Funktion bis 1798 die Feldzüge gegen Frankreich.
Am 18. Juni 1794 zum Titularoberst ernannt, wurde Wrede wegen seiner in den Kriegen erworbenen Verdienste am 1. März 1798 zum Oberkriegskommissär in der Rheinpfalz ernannt. Am 28. Februar 1798 ernannte ihn Kurfürst Carl Theodor zum kurpfälzischen Obrist-Forstmeister.

#### Zweiter Koalitionskrieg (1799–1802)
Am 19. August 1799 wurde er mit Wirkung vom 18. Juni 1794 zum wirklichen Oberst im Generalstab ernannt und erhielt sogleich den Auftrag, in der Rheinpfalz ein Freiwilligencorps auszuheben und in Einsatzbereitschaft zu versetzen. Hierzu stellte er ein eigenes Bataillon teils durch allgemeine Werbung auf, mit dem er am Feldzug gegen Frankreich 1799 sich an den Gefechten bei Obrigheim und Langenzell (4. November), bei Wimpfen (20. November) und bei Lobenfeld (3. Dezember) besonders durch persönliche Tapferkeit und taktisches Geschick auszeichnete. Dafür erhielt er am 11. Dezember 1799 das Kurpfalz-bayerische Militär-Ehrenzeichen.
Mit kurfürstlichen Erlass vom 30. März 1800 wurde Wrede zum Brigadier der rheinpfälzischen Brigade der Subsidientruppen mit Generalmajors-Rang ernannt, die der Division des Generallieutenant von Zweybrücken unterstellt war. In den Schlachten bei Meßkirch am 5. Mai 1800 und bei Memmingen am 10. Mai 1800 bewährte er sich in besonderem Maße, dass er am 14. Mai 1800 im Alter von 33 Jahren zum Generalmajor der Infanterie ernannt wurde.
In der Schlacht von Hohenlinden am 3. Dezember 1800 versuchte Wrede mit seinen letzten Reserven, das Blatt noch zu wenden, musste jedoch erkennen, dass es auf dem Schlachtfeld nichts mehr zu gewinnen gab. So sammelte er die Reste seiner und der österreichischen Truppen und schlug sich durch die französischen Linien nach Dorfen durch. Nach Friedensschluss wurde er Mitglied der Kommission zur Neubildung der Bayerischen Armee unter dem Vorsitz von Wilhelm in Bayern.
Im März 1801 wurde Wrede in diplomatischer Mission nach Wien entsandt, übernahm jedoch 1802 wieder seine pfälzische Brigade und besetzte das an Bayern gefallene Hochstift Würzburg. Dort blieb er bis März 1803 und übernahm in Ulm die schwäbische Brigade.
Am 28. September 1804 wurde er zum Generallieutenant befördert.

#### Dritter Koalitionskrieg (1805)
Beim Beginn des Feldzugs gegen Österreich 1805 war er Vize-Kommandeur des bayerischen Armeekorps bestehend aus sechs Brigaden, den Oberbefehl hatte Generallieutenant von Deroy inne. Am 11. Oktober 1805 überraschte er starke Vorposten des österreichischen Generals Michael von Kienmayer und nahm den Großteil gefangen. Am nächsten Tag zog er in das von den österreichischen Truppen verlassene München ein und wurde von der Stadtbevölkerung stürmisch begrüßt. Nach kurzem Aufenthalt verfolgte er die Österreicher mit etwa 240 Berittenen aus dem 1. Dragoner- und 3. Chevaulegers-Regiment bis zur Erschöpfung von Pferden und Männern und brachte mehrere hundert Gefangene, Pferde und Gepäck ein. Wegen einer Verwundung von Deroys am 2. November 1805 übernahm Wrede gemäß Armeebefehl vom 13. November 1805 das Kommando über das bayerische Armeekorps. Trotz zahlenmäßiger Unterlegenheit stellte er in der verlorenen Schlacht bei Iglau (2. bis 5. Dezember 1805) gegen Erzherzog Ferdinand sein militärisches Können unter Beweis. Nach Friedensschluss wurde er zum Kommandeur der in Schwaben sowie während der Abwesenheit von Deroy der in Tirol und Bayern stationierten bayerischen Truppen. Mit Armeebefehl vom 1. März 1806 wurde ihm das Großkreuz des Militär-Max-Joseph-Ordens verliehen.

#### Vierter Koalitionskrieg (1806–1807)
Am Feldzug 1806 konnte Wrede wegen einer Erkrankung zunächst nicht teilnehmen, sondern traf erst am 4./5. April 1807 bei seiner 2. Division, die seit Anfang März bis dahin von Kronprinz Ludwig geführt wurde, in Pultusk ein. Während des am 16. Mai stattfindenden Gefechts bei Poplawi zeichnete er sich wiederum in besonderem Maße aus. Nach Rückkehr wurde ihm mit Armeebefehl vom 24. Dezember 1807 das Generalkommando in Schwaben mit Sitz in Augsburg übertragen.

#### Fünfter Koalitionskrieg (1809)
Während des Feldzuges von 1809 unterstand er zunächst dem Befehl des französischen Marschall Bessieres, unterlag durch schlechte Dispositionen den Österreichern unter Hiller im Gefecht bei Neumarkt (24. April) und besetzte dann Salzburg (29. April), wo er über 500 Mann, davon 13 Offiziere, gefangen nahm und ihm bedeutende Vorräte in die Hände fielen. Von Salzburg aus wirkte er unter dem Oberbefehl des französischen Generals François-Joseph Lefebvre an der Unterwerfung Tirols mit und marschierte am 19. Mai 1809 in Innsbruck ein. Während dieser Kampagne verhängte Wrede am 12. Mai 1809 ein Todesurteil gegen Matthias Wißhofer, der jedoch am gleichen Tage durch Lefebvre begnadigt wurde. Am 23. Mai 1809 erhielt Wrede Befehl, mit seiner 2. Division in Eilmärschen in Richtung Wien zu verlegen. In der Schlacht bei Wagram am 6. Juli 1809 erlitt er durch einen Streifschuss mit einer Kanonenkugel solche Verletzungen, dass er ins Lazarett verbracht werden musste.
Nach dem Frieden von Schönbrunn (14. Oktober 1809) unternahm er einen weiteren Feldzug in Tirol und besetzte am 1. November 1809 zum zweiten Male Innsbruck, erstürmte tags darauf den Bergisel und wirkte an der Niederschlagung des Tiroler Volksaufstandes mit. Als ihm am 15. August 1809 durch Napoleon der erbliche Grafenstand im französischen Adel verliehen wurde, erhielt er mit Armeebefehl vom 14. Juli 1810 die Bewilligung des bayerischen Königs, die Grafenwürde anzunehmen.
Am 1. Januar 1811 erfolgte die Ernennung zum General der Kavallerie.

#### Sechster Koalitionskrieg (1812–1814)
Während des Krieges gegen Russland führte Wrede die 2. bayerische Division, mit der er im März 1812 aufbrach. Nach den schweren, verlustreichen Kämpfen bei Poloczk an der Düna (16. bis 22. August 1812) und dem Tode von Deroys übernahm er den Oberbefehl über dessen Division. Von 18. bis 20. Oktober 1812 kam es erneut zu Gefechten bei Poloczk und zur Räumung der Stadt. Danach führte er sein vor allem durch Krankheiten auf etwa 3800 zusammengeschmolzenes Korps nach Wilna (9. Dezember 1812). Das bayerische Kontingent befand sich bereits in Auflösung, als Wrede mit etwa 300 Mann und 20 Chevaulegers eine Arrieregarde bildete, die am Niemen während des 12. Dezembers 1812 vollständig aufgerieben wurde. Mit den aus Bayern eintreffenden Ersatztruppen stellte er bei Plozk ein neues Armeekorps auf (29. Dezember 1812), kehrte jedoch nach Bayern zurück. Hier stellte er im Juli 1813 ein Korps von 20.000 Mann auf, marschierte am 13. August zum Inn und ging bei Braunau in Stellung.

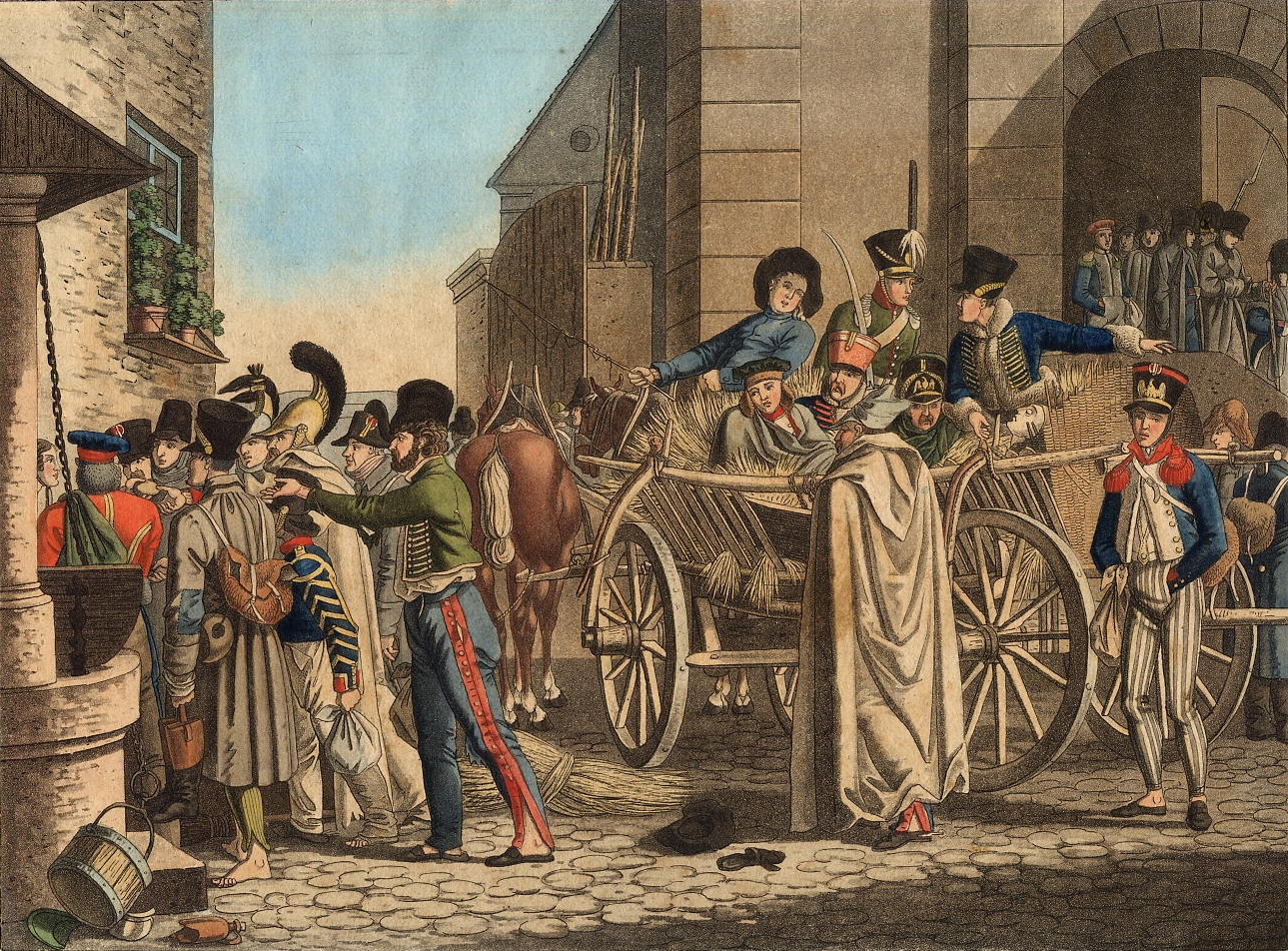
Französische Kriegsgefangene auf dem Transport durch Baiern 1814.

Nach dem Vertrag von Ried (8. Oktober 1813), der das Königreich Bayern nicht zuletzt auf Betreiben Wredes in die Allianz gegen Napoleon brachte, zog er mit seiner bayerisch-österreichischen Armee von etwa 50.000 Mann an den Main. In den Gefechten bei Hanau vom 28. bis 31. Oktober 1813 musste er Napoleon das Schlachtfeld überlassen und wurde am 31. Oktober durch eine Flintenkugel schwer verletzt. Aus dem Lazarett entlassen, traf er unverzüglich am 13. Dezember 1813 wieder bei seinem Armeekorps bei Emmendingen ein und führte es gegen Frankreich. Nachdem er sich bei den Gefechten bei Brienne und Rosnay-l'Hospital (1. und 2. Februar 1814), bei Bar-sur-Aube (27. Februar 1814) und Arcis-sur-Aube (20. und 21. März 1814) wiederum besonders ausgezeichnet hatte, wurde er mit Armeebefehl vom 7. März 1814 zum Feldmarschall erhoben. Zudem wurde ihm am 9. Juni 1814 der Fürstentitel verliehen und die fürstliche Herrschaft Ellingen überlassen.
Nach dem Krieg hatte er den Auftrag, die Verhältnisse in den vom Königreich Bayern erworbenen Gebiete um Würzburg, das im Oktober 1813 kapituliert hatte, und Aschaffenburg zu regeln. Im September 1814 reiste Wrede zum Kongress in Wien, um dort die Interessen Bayerns zu vertreten.

#### Rückkehr und Niederlage Napoleons (1815)
Nach der Flucht Napoleons von Elba führte Generalfeldmarschall von Wrede 1815 als Oberkommandierender die Bayerische Armee Richtung Frankreich und wartete am Rhein noch auf Verstärkung durch ein russisches Armeekorps. Erst am 23. Juni, also nachdem die Entscheidung bei Waterloo bereits gefallen war, rückten die Bayern weiter vor und vertrieben bei Saargemünd schwache französische Grenzsicherungseinheiten. Zum Einmarsch in Paris kamen Wredes Truppen drei Tage zu spät.
Am 28. November 1815 wurde er zum Generalinspekteur der Armee und der Festungen ernannt.

#### Oberkommando über die Bayerische Armee
Am 26. September 1822 wurde Wrede die oberste Leitung der Armee-Angelegenheiten übertragen. Zuvor hatte der König persönlich das Oberkommando über die Armee ausgeübt. Wredes Behörde, die bis 1829 bestand, nannte sich „Armee-Kommando“.
Am 19. Oktober 1822 erfolgte Wredes Ernennung zum Großkanzler des Militär-Max-Joseph-Ordens. Die großen Manöver bei Ingolstadt 1823 und bei Nürnberg 1824 leitete Wrede persönlich und ließ die Erkenntnisse in Vorschriften einfließen. Am 29. April 1831 wurde er Inhaber des 9. Linien-Infanterie-Regiments mit der Maßgabe, dass das Regiment künftig die Bezeichnung „Wrede“ zu führen habe (In Würzburg steht auf dem nach dem Regiment benannten Neunerplatz ein Denkmal für die Gefallenen des 9. Infanterieregiments). Nach den Unruhen infolge des Hambacher Festes von 1832 rückte Carl Philipp von Wrede als Oberbefehlshaber eines 8.000 Mann starken Armeekorps in den bayerischen Rheinkreis ein.

### Politische Karriere
Wrede profilierte sich nach 1815 politisch als Vertreter einer konservativen, konstituellen Monarchie. Nach dem von ihm mitbetriebenen Sturz des Grafen Montgelas arbeitete er als Minister ohne Portefeuille (Geschäftsbereich) an der Verfassung von 1818 wesentlich mit. Mit der Eröffnung der Ständekammer im selben Jahr wurde er zum ersten Präsidenten der Kammer der Reichsräte ernannt und behielt diese Stelle bis zu seinem Tode.

### Güterbesitz

Werbeplakat der Fürstlich Wredeschen Gutsverwaltung, für Mondseer Käse, um 1900

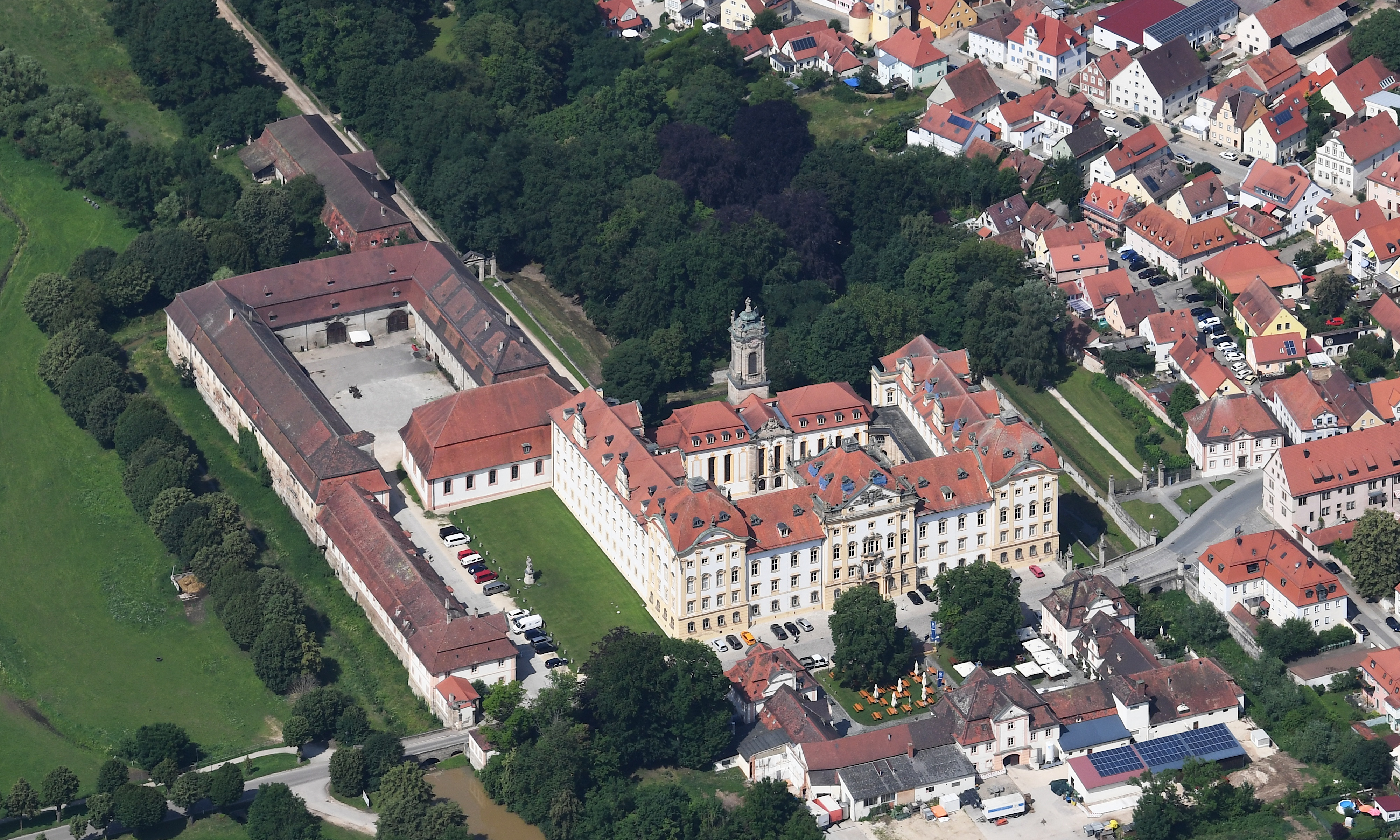
Luftbild der Residenz Ellingen

Wrede war schon 1809, für seine an der Seite Frankreichs verdienstvoll mitgemachten Feldzüge, von Kaiser Napoleon in den Grafenstand des napoleonischen Adels (noblesse impériale) erhoben worden und erhielt von ihm die aufgehobenen Klöster Mondsee und Suben (Oberösterreich) geschenkt. Das ehemalige Kloster Mondsee wurde in der Folge zu einem Schloss mit eigenem Herrschaftsbereich, das Wrede auch nach Napoleons Untergang behalten durfte. Das nunmehrige Schloss Mondsee befand sich noch bis 1985 im Besitz von Wredes Nachkommen aus der Grafenfamilie Almeida, nachdem 1905 die letzte dort ansässige Namensträgerin, Fürstin Ignatia von Wrede, gestorben war. Im eigenen Gutsbetrieb erzeugten und vertrieben sie in Monopolstellung den Mondseer Käse, eine Spezialität der Gegend, mit dessen Großproduktion Wrede um 1830 begonnen hatte. Die Gemeinde Mondsee verdankt ihm überdies die Förderung der Landwirtschaft und die Verbesserung der Verkehrsverhältnisse durch Straßenneubauten und umfangreiche technische Maßnahmen. Zu seinen Ehren ist dort der Marschall-Wrede-Platz nach ihm benannt.
1815 wurde das Schloss Ellingen die Residenz des Fürsten von Wrede, nachdem es König Maximilian I. Joseph in diesem Jahr an Feldmarschall Carl Philipp von Wrede übergeben hatte. Der neue Besitzer ließ in der Folge einige Räume mit Seiden- und Papiertapeten sowie Möbel, Glas und Bronzefiguren aus Paris ausstatten. Um 1939 wurde das Schloss von der Familie von Wrede an den bayerischen Staat verkauft und der Wohnsitz nach Schloss Sandsee verlegt.

### Familienverhältnisse
Carl Philipp von Wrede war seit 1795 verheiratet mit Sophie Aloysia Agathe Gräfin von Wiser-Siegelsbach (1771–1837), Enkelin von Graf Franz Joseph von Wiser (1679–1755) und Tochter des Grafen Friedrich Joseph von Wiser-Siegelsbach (1714–1775), mit der er zahlreiche Kinder hatte; sie und ihre Nachkommen bilden das bayerische Adelsgeschlecht Wrede. Die späteren pfälzischen Regierungspräsidenten Karl Theodor von Wrede (1797–1871) und Eugen von Wrede (1806–1845) waren Söhne des Feldmarschalls; Eugen gründete die Stadt Ludwigshafen am Rhein.
Der Neffe des Feldmarschalls (Sohn seiner Schwester Louise Josefa) war der bayerische Generalmajor Wilhelm von Horn (1784–1847).

### Nachruhm

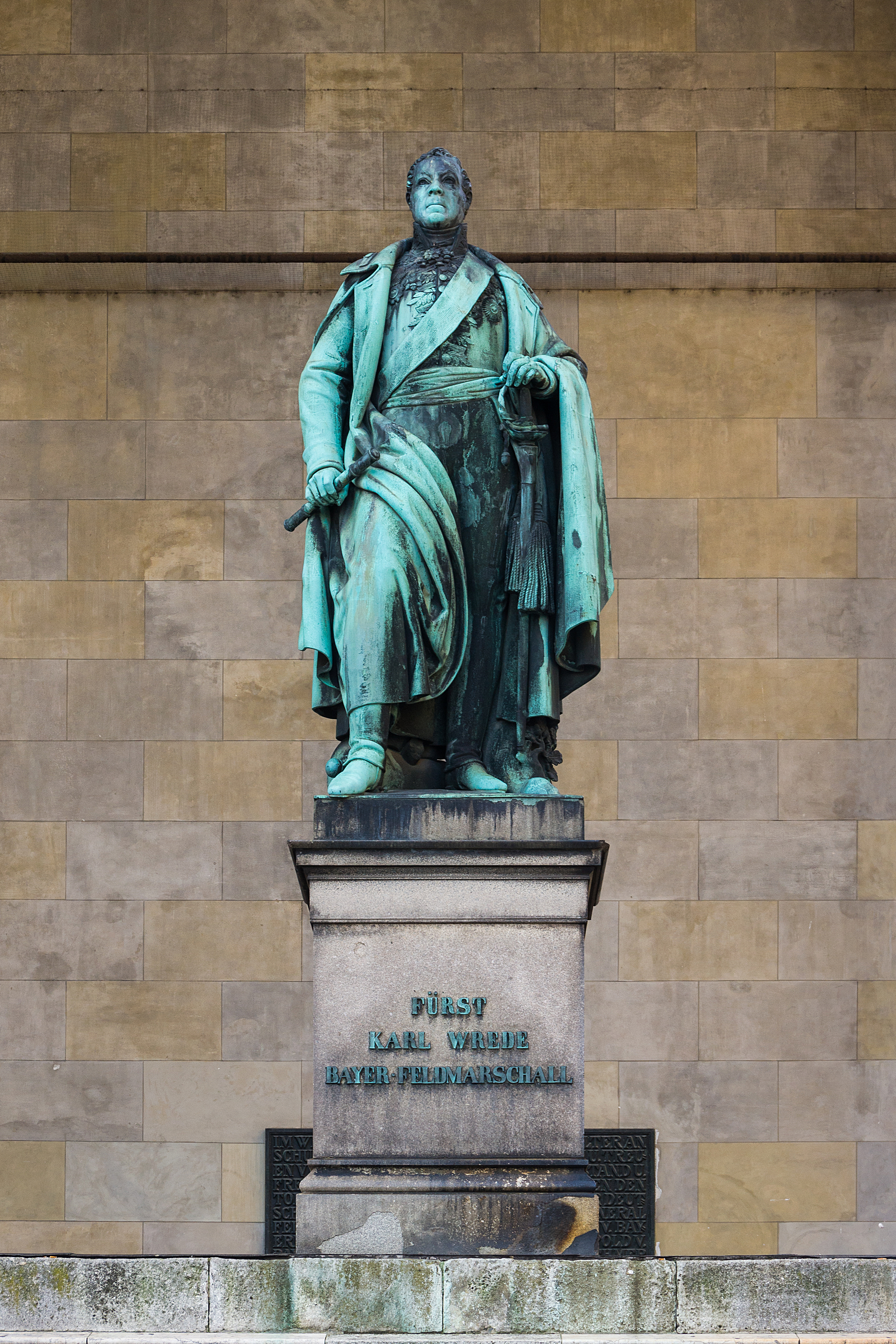
Bronzestandbild in der Münchener Feldherrnhalle

An Wrede erinnern heute noch unter anderem sein Denkmal in der Feldherrnhalle sowie zahlreiche Straßennamen in Bayern und der Rheinpfalz.
In der auslaufenden Reaktionsära beschuldigte Ernst Moritz Arndt, welcher bereits während der napoleonischen Kriege gegen Wrede polemisiert hatte, diesen posthum in dem Buch Auf meinen Wanderungen und Wandelungen mit dem Reichsfreiherrn Heinrich Karl Friedrich von Stein der Plünderung. Wrede habe zu Zeiten der bayerisch-napoleonischen Allianz seinen Soldaten, die Arndt der „Rohheit, Zuchtlosigkeit und Plünderungssucht“ bezichtigt, „nicht nur vieles nachgesehen, sondern ihnen auch selbst das böseste Beispiel gegeben,“ indem er im schlesischen Oels „ganz nach französischer Marschallsweise bei seinem Abzuge alles herzogliche Schloßsilber mit zu seinem Feldgepäck [habe] legen lassen.“ Noch im Erscheinungsjahr des Buches wurde der greise Arndt wegen Verleumdung zu einer Gefängnis- und Geldstrafe verurteilt.

## Ehrungen

### Orden und Ehrenzeichen

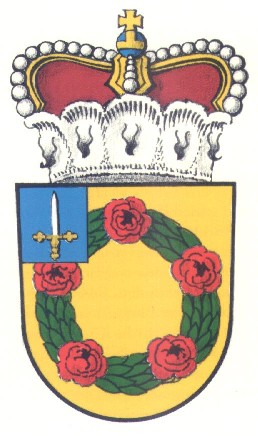
Wappen der Fürsten von Wrede (ab 1814). Das blaue, mit Schwert belegte Feld ist im System der napoleonischen Heraldik das Abzeichen einer Militärperson, welche in der noblesse impériale den Grafentitel besitzt. Auf dem Schild der Fürstenhut eines bayerischen Fürsten.

- 1799: Kurpfalz-bayerisches Militär-Ehrenzeichen (verliehen gemäß kurfürstlichem Reskript vom 11. Dezember 1799, ausgehändigt am 18. Dezember 1799)
- 1806: Großkreuz des bayerischen Militär-Max-Joseph-Ordens (verliehen gemäß Armeebefehl vom 1. März 1806)
- 1806: Großoffizier der französischen Ehrenlegion (verliehen gemäß Armeebefehl vom 13. März 1806)
- 1813: Großkreuz des Verdienstordens der bayerischen Krone (verliehen gemäß Armeebefehl vom 25. Juni 1813)
- 1813: Großkreuz des österreichischen Leopold-Ordens (verliehen gemäß Armeebefehl vom 9. November 1813)
- 1813: Ritter des russischen Alexander-Newski-Ordens (verliehen gemäß Armeebefehl vom 9. November 1813)
- 1813: Ritter III. Klasse des russischen St. Georg-Ordens (verliehen gemäß Armeebefehl vom 9. November 1813)
- 1813: Kommandeur des österreichischen Militär-Maria-Theresia-Ordens (verliehen gemäß Armeebefehl vom 9. November 1813)
- 1814: Ritter II. Klasse des russischen St. Georg-Ordens (verliehen gemäß Armeebefehl vom 16. Februar 1814)
- 1814: Ritter des preußischen Schwarzen Adlerordens (verliehen gemäß Armeebefehl vom 27. Februar 1814)
- 1814: Ritter I. Klasse des russischen Annenordens (verliehen gemäß Armeebefehl vom 16. Juli 1814)
- 1814: Großkreuz des großherzoglich hessischen Verdienstordens (verliehen gemäß Armeebefehl vom 16. Juli 1814)
- 1815: Knight Grand Cross des britischen Order of the Bath (verliehen am 27. Juli 1815)
- 1815: Großkreuz des niederländischen Militär-Wilhelms-Ordens (verliehen am 27. Juli 1815)
- 1826: Russischer St. Andreas-Orden in Brillanten

### Adels- und Standeserhebungen
- 1809: Verleihung des erblichen Grafenstandes in der noblesse impériale (durch Napoleon am 15. August 1809)
- 1810: Bayerische Bewilligung, die französische Grafenwürde anzunehmen (gemäß Armeebefehl vom 14. Juli 1810)
- 1814: Verleihung des bayerischen Fürstenstandes und der fürstlichen Herrschaft Ellingen (am 9. Juni 1814)

### Sonstige Auszeichnungen
- 1814: Ernennung zum Feldmarschall (gemäß Armeebefehl vom 7. März 1814)
- 1817: Ehrenmitglied der Bayerischen Akademie der Wissenschaften
- 1822: Ernennung zum Großkanzler des Militär-Max-Joseph-Ordens am 19. Oktober 1822
- 1831: Ernennung zum Inhaber des 9. Linien-Infanterie-Regiments mit Verleihung der Bezeichnung „Wrede“ am 20. April 1831
- 1844: Standbild in der Feldherrnhalle in München, im Beisein des Königs Ludwig I. am 8. Oktober 1844 feierlich enthüllt. König Ludwig I. errichtete Standbilder seines geliebten Wrede in München und Heidelberg.
- 1863: Inschrift zur Erinnerung an Wrede in der 1863 eingeweihten Befreiungshalle
- 1972: Benennung der Fürst-Wrede-Kaserne in München durch die Bundeswehr am 14. April 1972 (vormals Will-Kaserne)
- Wredes Büste steht in der Ruhmeshalle auf der Theresienwiese in München.
- Das Vorwerk XXIV der Festung Ingolstadt sowie die Vorwerke III und IV der Festung Germersheim erhielten die Benennung „Wredefeste“